# サイモン・イェーツ
サイモン・フィリップ・イェーツ（Simon Philip Yates、1992年8月7日 - ）は、イギリス、グレーター・マンチェスターのベリー出身の自転車競技選手。トラックレースで頭角を現し、現在はロードレースをメインに活動している。双子の弟の関係にあるアダムも自転車競技選手として活動。

## 経歴
早くからイギリスの若手育成機関でトレーニングを積み、トラック世界選手権ポイントレースで名を挙げた。
2014年、チーム・スカイへのプロ入りが噂されていたが、選手層が厚すぎるために活躍の場を失ってしまうという事、弟のアダムとの加入を希望した結果、オリカ・グリーンエッジでのプロデビューが決定した。
2015年、アダムと共にツール・ド・フランス初出場を果たす。
2016年、ドーピング検査で使用していた喘息薬による陽性反応が検出されたが、チームドクターの不手際であったため、罰則は4ヵ月の資格停止にとどめられた。その後のブエルタ・ア・エスパーニャ第6ステージにて独走勝利。
2017年、ツール・ド・フランスにて2016年のアダムに続いてヤングライダー賞を獲得。
2018年、ジロ・デ・イタリア第6ステージにて2位でゴールし、史上4人目のイギリス人マリア・ローザ着用者となった。その後、第8,11,15ステージにて区間優勝を獲得。絶好調の状態で3週目に入ったと思われたが、チーマコッピとなるフィネストレ峠を越える第19ステージで大きく遅れ、総合10位圏外へと脱落した。
ブエルタ・ア・エスパーニャでは同年のジロ・デ・イタリアでの失速を反省し、着実な走りを見せ第14ステージでステージ優勝、その他ステージでも安定した走りでライバル達と差を付けそのまま総合優勝に輝く。
2018年シーズンのUCIワールドツアーの年間総合1位を獲得。
2019年、「やり残した仕事をやり遂げるため」として出場したジロ・デ・イタリアでは総合8位。続いて出場したツール・ド・フランス第12ステージで勝利を挙げ、全グランツールでのステージ勝利を達成した。
第15ステージでも逃げ切り、大会2勝目を挙げた。
2025年、ジロ・デ・イタリアでは第20ステージにおいて、7年前の2018年にマリアローザを失ったフィネストレ峠でアタックし、ライバル達を引き離してマリアローザを奪還。そのまま総合優勝を果たした。

## 主な戦績

### 2010年
- ジュニア世界選手権自転車競技大会　優勝　マディソン（+ ダニエル・マクレイ）、2位（団体追抜）

### 2011年
- ツール・ド・ラブニール　区間優勝(第6ステージ)

### 2013年
- アン・ポスト・ラス　ヤングライダー賞

- トラックレース世界選手権　優勝（ポイントレース）
- アルダン・チャレンジ　総合優勝
- ツール・ド・ラブニール　区間優勝(第5、6ステージ)
- ツアー・オブ・ブリテン　総合3位、ヤングライダー賞、区間優勝（第6ステージ）

### 2014年
- ツアー・オブ・スロベニア　ヤングライダー賞
- ツアー・オブ・アルバータ　山岳賞

### 2015年
- クリテリウム・デュ・ドーフィネ　ヤングライダー賞

### 2016年
- プルエバ・ビリャフランカ・デ・オルディシア　優勝
- ブエルタ・ア・エスパーニャ　区間優勝（第6ステージ）

### 2017年
- パリ〜ニース　区間優勝（第6ステージ）
- グラン・プレミオ＝ミゲル・インドゥライン　優勝
- ツール・ド・ロマンディ　総合2位（第4ステージ優勝）
- ツール・ド・フランス　 ヤングライダー賞

### 2018年
- パリ〜ニース　総合2位（第7ステージ優勝）
- ボルタ・シクリスタ・ア・カタルーニャ　区間優勝（第7ステージ）
- ジロ・デ・イタリア　区間3勝（第8,11,15ステージ）
- ツール・ド・ポローニュ　総合2位（第7ステージ優勝）
- ブエルタ・ア・エスパーニャ　 総合優勝、 複合賞（第14ステージ優勝）
- UCIワールドツアー　総合優勝

### 2019年
- ブエルタ・ア・アンダルシア 山岳賞、区間優勝（第4ステージ）
- パリ〜ニース　区間優勝（第5ステージ・個人タイムトライアル）
- ツール・ド・フランス 区間2勝（第12,15ステージ）

### 2020年
- ティレーノ〜アドリアティコ 総合優勝
  - 区間1勝（第5ステージ）

### 2021年
- ツアー・オブ・ジ・アルプス  総合優勝（第2ステージ優勝）
- ジロ・デ・イタリア 総合3位（第19ステージ優勝）

### 2022年
- パリ〜ニース 区間優勝（第8ステージ）
- ブエルタ・アストゥリアス・フリオ・アルバレス・メンド  ポイント賞（第1,3ステージ優勝）
- ジロ・デ・イタリア 区間優勝（第2ステージ・個人タイムトライアル,第14ステージ）
- プルエバ・ビリャフランカ・デ・オルディシア　優勝
- ブエルタ・ア・カスティーリャ・イ・レオン 総合優勝（第2ステージ優勝）

### 2023年
- ツアー・ダウンアンダー 区間優勝（第5ステージ）
- ツール・ド・フランス 総合4位

### 2024年
- アルウラー・ツアー（英語版）  総合優勝（第5ステージ優勝）

### 2025年
- ジロ・デ・イタリア  総合優勝
- ツール・ド・フランス 区間優勝（第10ステージ）